# Marshall & Alexander
Marshall & Alexander waren ein deutsches Gesangsduo auf dem Gebiet der Klassik und des Pop. Es bestand aus dem Bariton Marc Marshall (* 1963) und dem Tenor Jay Alexander (* 1971).

## Leben
Marc Marshall, geboren 1963 als Sohn des Schlagersängers Tony Marshall, wuchs in Baden-Baden auf. Im Alter von sieben Jahren stand er zusammen mit seinem Vater erstmals auf einer Bühne in Baden-Baden. Später nahm er mit seinem Vater einen gemeinsamen Titel „Vater und Sohn“ auf, mit dem er auch mehrmals im Fernsehen auftrat. Nach der Schule studierte Marshall unter anderem Gitarre in Los Angeles, daneben widmete er sich der klassischen Musik. Er hat ein abgeschlossenes Studium als Bariton an der Hochschule für Musik Karlsruhe. Anlässlich einer dortigen Opernaufführung lernte er 1998 Jay Alexander kennen. Er sollte für ihn die erste Soloaufnahme produzieren, doch daraus wurde nichts. Marshall und Alexander taten sich zusammen und es entstand ihre erste gemeinsame Musikproduktion. Marshall hatte aber auch mehrere Auftritte als Solist, unter anderem mit Aretha Franklin und Andrea Bocelli. Er moderierte die Sendung Wundervolle Weihnachtswelt und von Mai 2007 bis Mai 2010 die SWR-Fernsehsendung Fröhlicher Weinberg.
Jay Alexander, 1971 geboren als Jochen Alexander Pfitzenmeier, wuchs zusammen mit einer Schwester in Neulingen bei Pforzheim auf. Während seiner Kindheit lernte er, Trompete zu spielen, und spielte in der Feuerwehrkapelle mit. Nach der Schule ließ er sich zum Offsetdrucker ausbilden. Daneben nahm er Gesangsunterricht, unter anderem bei Christa Lehnert in Karlsruhe. Im Alter von 21 Jahren gewann er bei einem Gesangswettbewerb an der Oper Leipzig ein Stipendium an der Hochschule für Musik in Karlsruhe. 1993 gab er seinen Beruf als Offsetdrucker auf und widmete sich ganz der Musik. Mitte der 1990er Jahre wirkte Alexander an mehreren Opernaufführungen der Hochschule in Karlsruhe mit, so unter anderem in Verdis „Rigoletto“, in Mozarts „Zauberflöte“, in Smetanas „Die verkaufte Braut“ oder in Nicolais „Die lustigen Weiber von Windsor“.

## Gemeinsame Karriere
1998 begannen Marshall und Alexander eine gemeinsame Gesangskarriere als Duo. Sie nahmen seither mehrere Alben und DVDs auf dem Gebiet des Klassikpops auf und veranstalteten mehrere Konzerttourneen. Das Duo engagiert sich auch auf sozialem Gebiet, insbesondere für Menschen in den Flüchtlingslagern der Welthungerhilfe. So reiste das Duo 2005 unter anderem in den Sudan.
Am 27. September 2006 begann in Köln eine Tournee, welche das Duo in über 100 Städte geführt hat. Am 3. November 2006 veröffentlichten Marshall & Alexander ihr erstes Weihnachtsalbum mit den bekanntesten deutschen Weihnachtsliedern, gemeinsam interpretiert mit dem Deutschen Filmorchester Babelsberg und dem GewandhausKinderchor.
2021 gab das Duo die Trennung bekannt. Zum Abschluss startete 2021 eine Abschiedstournee.

## Auszeichnungen
- 1999: New Faces Award
- 2005: Goldene Henne

## Diskografie

### Alben
- 1998: Marshall & Alexander
- 2000: Welcome
- 2002: The Way You Touch My Soul
- 2003: Hand in Hand
- 2004: Hand in Hand – Tour Edition
- 2004: Lovers Forever
- 2005: Lovers Forever – Premium Edition
- 2005: Marshall & Alexander LIVE
- 2005: Lovers Forever Live
- 2006: Try to Remember
- 2006: You’ve Lost That Lovin’ Feeling – Ihre größten Erfolge
- 2006: hautnah – Earbook
- 2007: Passione
- 2007: Götterfunken (die Top Ten des Himmels, u. a. mit Walter Scholz)
- 2009: Freunde
- 2010: Paradisum
- 2011: La Stella
- 2013: Bella Italia
- 2017: 20 Jahre Hand in Hand – Die größten Erfolge

### Videoalben
- 2002: Welcome (Eines der ersten Live-Konzerte überhaupt. Mitschnitt aus dem Europa-Park in Rust)
- 2002: The Way You Touch My Soul (Konzertausschnitte aus Ötigheim 2002)
- 2004: Lovers Forever LIVE – Doppel-DVD (Konzert vom 14. und 15. Juli 2004 im Studio 5 des SWR Baden-Baden)
- 2008: Die Top 10 des Himmels – Die DVD zum großen ZDF-Special